# Laguna San Rafael
Národní park Laguna San Rafael je chráněné území v chilském regionu Aysén. Založen byl v roce 1959, v roce 1979 byl zařazen mezi biosférické rezervace UNESCO. Na území parku se nachází Severopatagonské ledovcové pole (více než 4000 km² zaledněné plochy). Na jihu sousedí s největším chilským národním parkem Bernardo O'Higgins. Průměrná roční teplota je 5 °C, srážkový úhrn se pohybuje od 3700 mm/rok při pobřeží až k 5000 mm/rok ve vyšších polohách. Žijí zde např. živočišné druhy pudu jižní, puma americká, pes horský, skunk jižní a kočka tmavá.

## Fotogalerie

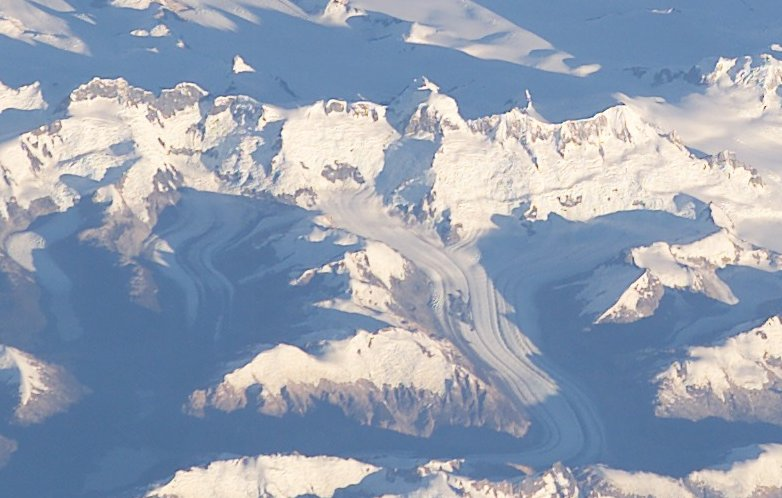
hora Cerro Pared
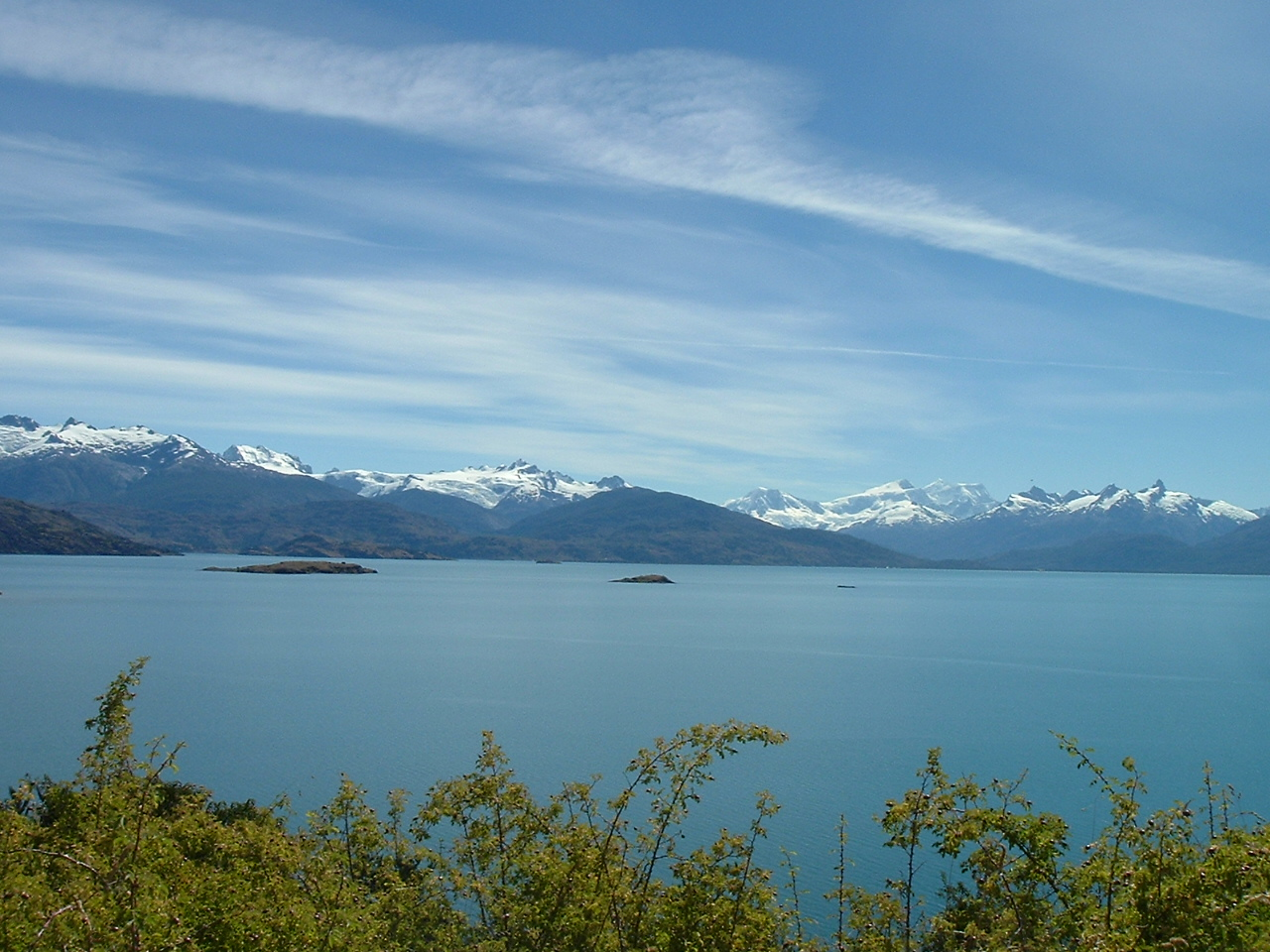
jezero General Carrera
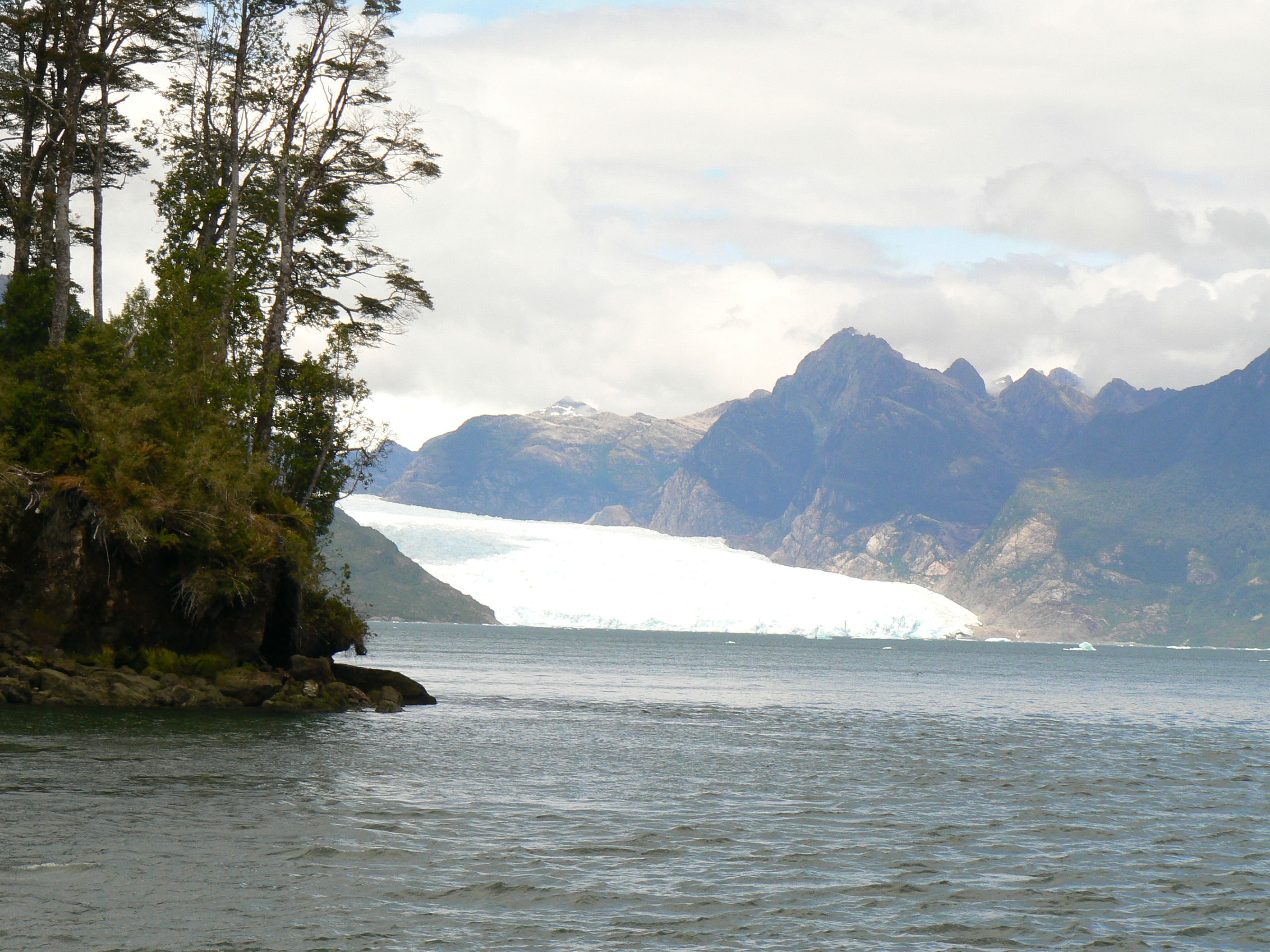
laguna a ledovec San Rafael